# Слободка (Киевская область)
Слобо́дка (укр. Слобідка; до 2024 года — Красная Слободка) — село, входит в Обуховский район Киевской области Украины.
Население по переписи 2001 года составляло 1576 человек. Почтовый индекс — 08751. Телефонный код — 4572.

## История
В 1946 г. указом ПВС УССР село Германовская Слободка переименовано в Красную Слободку

## Известные уроженцы
- Крыжановский, Олег Прокофьевич (1944—2010) — украинский учёный-историк, педагог, доктор исторических наук, профессор.

## Местный совет
08751, Киевская обл., Обуховский р-н, с. Красная Слободка, ул. Шевченко, 2.